# Changate
Changate est une ville du Botswana.